# ميشيل شنايدر
ميشيل شنايدر (بالفرنسية: Michel Schneider)‏ هو مسؤول وكاتب فرنسي، ولد في 28 مايو 1944.

## وصلات خارجية
- ميشيل شنايدر على موقع IMDb (الإنجليزية)
- ميشيل شنايدر على موقع ميوزك برينز (الإنجليزية)